# Il sospetto (Dürrenmatt)
Il sospetto (Der Verdacht) è un romanzo di Friedrich Dürrenmatt, pubblicato nel 1953. Può considerarsi il seguito de Il giudice e il suo boia del medesimo autore.

## Trama
Il commissario Hans Bärlach della Polizia di Berna si trova nella sua stanza all'ospedale di Salem (presso Berna) quando s'imbatte in una foto pubblicata sulla rivista Life: essa mostra un chirurgo di nome Nehle nell'atto di operare senza narcosi un ebreo nel campo di concentramento di Stutthof, vicino a Danzica. Nonostante il volto del dottor Nehle sia in gran parte coperto dalla mascherina, il dottor Samuel Hungertobel, amico del commissario, crede di riconoscere un suo collega ai tempi dell'Università, di nome Emmenberger, ma allontana subito quest'ipotesi, ricordando che in quel periodo Emmenberger si trovava in Cile.
Il sospetto che il dottore gli ha insinuato spinge comunque il commissario Bärlach a indagare sulle possibili relazioni tra Nehle ed Emmenberger, nonostante sia costretto a letto (i medici gli danno un anno di vita) e il suo incarico come commissario stia per terminare per sopraggiunti limiti d'età. Scartata l'ipotesi che Nehle ed Emmenberger siano la stessa persona (nonostante la marcata somiglianza, anche nei dettagli, che Hungertobel conferma), il commissario si convince che Emmenberger e Nehle si siano scambiati i ruoli: Emmenberger entrò a Stutthof come dottor Nehle, mentre il vero Nehle andò in Cile, da dove spedì alcuni articoli scientifici sotto il nome di Emmenberger; terminata la guerra, Emmenberger riprese il suo vero nome e aprì una clinica di lusso a Zurigo (la Sonnenstein), e costrinse Nehle a inscenare il suicidio per ingestione di acido prussico.
Deciso a verificare la sua ipotesi, il commissario decide di farsi ricoverare a Sonnenstein sotto il falso nome di Kramer. Ben presto, però, il commissario capisce di essere stato scoperto: una dottoressa della clinica, Edith Marlock, che diventò l'amante di Emmenberger a Stutthof per scampare alla morte, conferma a Bärlach la sua ipotesi, ma gli rivela anche che lei e il dottore conoscono la sua vera identità e sanno il motivo per cui egli s'è fatto ricoverare. Bärlach viene anche a sapere che il suo piano di pubblica denuncia è fallito: Fortschig, un poeta e drammaturgo fallito al quale il commissario aveva chiesto di pubblicare un articolo di denuncia contro Emmenberger sulla sua rivista, l'Apfelschuss, è stato assassinato.
In una drammatica conversazione, Emmenberger gli rivela di essere lui il mandante (i suoi omicidi vengono eseguiti da un nano che trae vantaggio dalla propria statura ridotta per non farsi vedere e per penetrare nelle stanze delle vittime nei modi più improbabili); gli annuncia, inoltre, che è deciso a ucciderlo attraverso un'operazione senza narcosi, allo stesso modo in cui uccide tutti i ricchi clienti della sua clinica. Tuttavia, all'ora stabilita per la fatale operazione, non si presenta Emmenbeger ma Gulliver, un ebreo amico del commissario che scampò più volte alla morte in numerosi campi di concentramento, compreso quello di Stutthof: fu lui a scattare la foto a Emmenberger/Nehle e fu lui l'unico a sopravvivere alle sue operazioni senza narcosi. Rivela a Bärlach che ormai non deve più temere Emmenberger, perché «colui di cui tu chiedi non è più. [...] L'ho ucciso, così come tanto tempo fa, in una stanzaccia di Amburgo è stato ucciso Nehle». Una grande pace riempie allora il cuore del commissario mentre Hungertobel, nel frattempo venuto a riprenderlo, lo riconduce nella clinica bernese.

## Adattamenti
- Il sospetto, sceneggiato televisivo del 1972 diretto da Daniele D'Anza

## Edizioni italiane
- Il giudice e il suo boia e Il sospetto: due romanzi gialli, traduzione di Enrico Filippini, Collana UEF Letteratura n.295, Milano, Feltrinelli, maggio 1960-2009. [pubblicato separatamente dal 1987]
- Il sospetto, traduzione di Margherita Belardetti, Collana Fabula n.377, Milano, Adelphi, 2022, ISBN 978-88-459-3673-9.